# أسل متناسق
أسل متناسق (الاسم العلمي: Juncus concinnus) نوع نباتي يتبع جنس الأسل وينتمي إلى الفصيلة الأسلية.